# 4 Pułk Huzarów Cesarstwa Austriackiego
4 Pułk Huzarów Cesarstwa Austriackiego – jeden z austriackich pułków kawalerii okresu Cesarstwa Austriackiego.

## Wcześniejsza nomenklatura
- 1769: 34 Pułk Kawalerii
- 1780: 28 Pułk Kawalerii
- 1789: 34 Pułk Kawalerii
- 1798: 4 Pułk Huzarów

## Garnizony

### Przed powstaniem Cesarstwa
- 1779-1788: Osijek (Esseg)
- 1790: Horodenka
- 1791-1793: Złoczów
- 1798: Wasserburg (Bodensee)
- 1801: Janowice
- 1803-1804: Radom

### Po powstaniu Cesarstwa
- 1804-1805: Radom
- 1806: Staszów, Ostrawa (Mährisch-Ostrau)
- 1807-1809: Końskie
- 1810-1812: Żółkiew
- 1814-1815: Rohatyn
- 1816-1817: Wiedeń